# Franz Reinisch
Franz Reinisch, né le 1er février 1903 en Autriche et guillotiné le 21 août 1942 au pénitencier de Brandenburg-Görden en Allemagne, était un objecteur de conscience et un prêtre catholique pallottin qui refusa de prêter serment d’allégeance à Hitler lorsqu’il fut enrôlé dans la Wehrmacht.
Il fut le seul prêtre-soldat dans cette situation et il fut exécuté à la guillotine pour ce motif.
Son attitude encouragea d’autres prisonniers condamnés pour des motifs similaires à persister dans leur décision de refuser le service militaire ; c’est notamment le cas de Franz Jägerstätter qui fut exécuté en 1943.[réf. souhaitée]